# Омен (приток Каваду)
О́мен (порт. Rio Homem) — река в Португалии, протекает по территории округа Брага. Длина реки — 45 километров. Площадь водосборного бассейна — 256 км².
Начинается в горах Серра-ду-Жереш. Течёт в юго-западном направлении вдоль южного склона хребта Серра-Амарела, затем через населённые пункты Терраш-ди-Бору, Соту, Вила-Верди. Впадает справа в реку Каваду у городка Сотелу.
В верховьях реки в 1972 году образовано водохранилище Виларинью-даш-Фурнаш. В 1972 году введена в эксплуатацию ГЭС Виларинью-даш-Фурнаш в Терраш-ди-Бору. В 1987 году введена в эксплуатацию ГАЭС Виларинью-даш-Фурнаш. Установленная мощность 125 МВт. Средняя годовая выработка электроэнергии — 194 ГВт⋅ч. Объём водохранилища — 97,5 млн м³. Гидроэлектростанции управляются компанией EDP - Gestão da Produção de Energia, S.A.